# Ливен, Александр Карлович
Светлейший князь Александр Карлович Ливен (нем. Alexander Friedrich Fürst von Lieven; 1801—1880) — сенатор, таганрогский градоначальник, генерал от инфантерии из рода Ливенов.

## Биография
Третий сын члена Государственного совета министра народного просвещения генерала от инфантерии светлейшего князя Карла Андреевича Ливена от брака с баронессой Анной Елизаветой Вильгельминой, урождённой фон дер Остен-Сакен.
Получив домашнее образование, 7 декабря 1818 года вступил на службу в лейб-гвардии Гренадерский полк, в 1820 году произведён в подпоручики и в 1824 году был переведён в лейб-гвардии Московский полк. Принимал участие в подавлении декабрьского выступления на Сенатской площади в Санкт-Петербурге и 6 января 1826 года был зачислен в Свиту Его Величества флигель-адъютантом.
С началом русско-турецкой войны 1828—1829 годов был назначен в действующую армию и принимал участие в осадных работах и последующем штурме крепости Варна; после сдачи крепости он находился с войсками в Подольской губернии на кантонир-квартирах.
В кампании 1831 года против восставших поляков Ливен находился при штурме Варшавы, осаде крепости Модлин и изгнании разбитых остатков польской армии в Пруссию.
25 июня 1832 года был произведён в полковники и назначен в лейб-гвардии Преображенский полк. В 1838 году Ливен получил новое назначение — офицером для особых поручений при командующем 5-м пехотным корпусом графе А. Н. Лидерсе.
19 апреля 1842 года Ливен был произведён в генерал-майоры и вслед за тем получил должность второго коменданта в Севастополе. С 1845 года Ливен был градоначальником Таганрога. 12 января 1846 года он за беспорочную выслугу 25 лет в офицерских чинах был награждён орденом Святого Георгия 4-й степени (№ 7385 по списку Григоровича — Степанова). За время управления князя А.К. Ливена в Таганрогском градоначальстве не произошло каких-либо громких событий, перемен и коренных переворотов в экономическом и социальном развитии города.
Произведённый 8 июля 1853 года в генерал-лейтенанты Ливен был в тот же день назначен к присутствию в департаментах Правительствующего сената. Проживая с 1857 года в Москве, он председательствовал в московском Особом ревизионном комитете, составленном для наблюдения за хранением разменного фонда. С 1861 года Ливен состоял членом Совета Императорского человеколюбивого общества и президентом подведомственного ему Московского попечительного о бедных комитета. В 1875 году произведён в генералы от инфантерии.
Скончался 17 февраля 1880 года в Москве, похоронен на Новодевичьем кладбище.

## Награды
российские:
- Орден Святого Владимира 4-й ст. с бантом (1831)
- Знак отличия за военное достоинство 4-й ст. (1831)
- Орден Святого Георгия 4-й ст. за 25 лет службы (1846)
- Орден Святого Станислава 1-й ст. (1849)
- Орден Святой Анны 1-й ст. (1856)
- Орден Святого Владимира 2-й ст. с мечами над орденом (1863)
- Знак отличия за XL лет беспорочной службы (1864)

## Семья
Жена (с 27 сентября 1838 года; Симферополь) — Екатерина Никитична Панкратьева (1818—1867), дочь Н. П. Панкратьева от его брака с Анной Гавриловной Бибиковой. Их дети:
- Андрей Александрович (1839—1913), действительный тайный советник, сенатор, член Государственного совета и министр государственных имуществ.
- Анна Александровна (1840—1871), в замужестве Олсуфьева.
- Елена Александровна (1842—1917), камер-фрейлина, начальница Московского Елизаветинского института благородных девиц и Смольного института благородных девиц.
- Мария Александровна (07.06.1847—1922), была замужем за врачом статским советником Платоном Алексеевичем Богдановым[3].
- Никита Александрович (1848—06.03.1902), камергер и прокурор Киевского окружного суда, сенатор. Умер от аневризмы аорты в Петербурге[4].
- Екатерина Александровна (1849—1915), была замужем за ректором Московского университета тайным советником Н. П. Боголеповым.
- Ольга Александровна (1856—1923), замужем за Василием Петровичем Давыдовым, внуком декабристов В. Л. Давыдова и С. П. Трубецкого.
- Александр Александрович (1860—1914), вице-адмирал русского флота, начальник Морского генерального штаба.